# Богмацер Юлія Миколаївна
Юлія Миколаївна Богмацер (нар. 3 червня 1984, м. Запоріжжя) — українська волейболістка, зв'язуюча. Майстер спорту України. Член виконкому Федерації волейболу України.

## Із біографії
Виступала за «Орбіта» (м. Запоріжжя), у команді «Круг» з 2002 року.
Чемпіон України (2005, 2006), бронзовий призер чемпіонату України (2004), володар Кубка України (2005, 2006, 2008), переможниця Спартакіади України (2007).
Гравець жіночої національної збірної України. У складі юніорської збірної України посіла 2-е місце на Чемпіонаті Європи у 2002 році, 6-е — на чемпіонаті світу 2003 році.
2021 року завершила ігрову кар'єру і увійшла до тренерського штабу «Орбіти».
Член виконкому Федерації волейболу України.

## Клуби
| Роки      | Команди                    |
| --------- | -------------------------- |
| 2002—2003 | ЗДІА (Запоріжжя)           |
| 2003—2009 | «Круг» (Черкаси)           |
| 2009—2010 | «Єнісей» (Красноярськ)     |
| 2010—2011 | «Нілуфер» (Бурса)          |
| 2011—2012 | «Томіш 2004» (Констанца)   |
| 2012      | «Нілуфер» (Бурса)          |
| 2013—2014 | «Спарта» (Нижній Новгород) |
| 2014—2015 | «Іртиш-Казхром» (Павлодар) |
| 2015—2016 | «Маріца» (Пловдів)         |
| 2016—2018 | «Орбіта» (Запоріжжя)       |
| 2018—2020 | «Полісся» (Житомир)        |
| 2020—2021 | «Орбіта» (Запоріжжя)       |